# Phare de Serreta
Le phare de Serreta (ou phare de Ponta da Serreta) est un phare situé sur le promontoire de Ponta do Queimado (pt), dans la freguesia de Serreta (pt) de la municipalité de Angra do Heroísmo, sur l'île de Terceira (Archipel des Açores - Portugal).
Il est géré par l'autorité maritime nationale du Portugal à Oeiras (Grand Lisbonne).

## Histoire
Le premier phare, commencé en 1907, a été inauguré le 4 novembre 1908. Il avait, au moment de son inauguration, un gardien chef et deux gardiens de phare. Ce phare était constitué d'une tour carrée blanche s'élevant au-dessus d'une maison d'un seul étage.
Une route d'accès au phare n'a été ouverte que soixante ans plus tard. Le 1er janvier 1980, lorsqu'un tremblement de terre a frappé les Açores, il a été partiellement détruit.
À la fin de 1983, l'ancienne tour métallique du phare de Cacilhas désactivé le 18 mai 1978, a été transférée aux Açores en raison de la construction du nouveau terminal à passagers de Cacilhas. Ce second phare était une tour métallique de 12 m de haut, surmontée d'un dôme, à côté d'un bâtiment annexe. Il a fonctionné de 1986 jusqu'à juin 2004 en remplacement du premier phare détruit.
Au cours du premier semestre de 2004, l'ancien phare de Cacilhas installé sur l'île de Terceira a été démantelé et remplacé par une structure de fibre de verre non surveillée. Le phare actuel est une tour cylindrique blanche de 14 mètres de hauteur, avec des barres horizontales rouges et il est alimenté à l'énergie solaire. Il émet un éclat blanc, toutes les 6 secondes, visible jusqu'à 12 milles nautiques (environ 22 km). Il est entouré de nombreux pohutukawa, des arbres de Nouvelle-Zélande
Identifiant : ARLHS : AZO22 ; PT-760 - Amirauté : D2668 - NGA : 23504.
|                                      |
| Le phare à Cahilhas (peint en rouge) |

|                              |
| Le 2e phare (peint en blanc) |

### Lien connexe
- Liste des phares des Açores